# Hajnóczky György
Hajnóczky György (Budapest, 1963. június 4. –) egyetemi tanár, a Magyar Tudományos Akadémia külső tagja, a philadelphiai Thomas Jefferson Egyetem Mitochondrial Research Center vezetője.

## Szakmai pályafutása
Egyetemi tanulmányait a Semmelweis Egyetemen végezte el, doktorátusát 1987-ben szerezte meg. A philadelphiai Thomas Jefferson Egyetem professzora és az intézmény MitoCare mitokondriumkutató és diagnosztikai központjának vezetője.
Elsődleges szakterülete a sejtélettan, főleg a biológiai jelátvitelre és a mitokondriumok működésre tekintettel. A tudomány már ismeri, hogy milyen feladata van az élettanban a sejtszervecskéknek, a mitokondriumoknak pedig az energia előállításában és raktározásában.Viszont a mitokondriumok feladata nem korlátozódik a szervezet energiaellátására, hiszen az organellumok károsodása egy sor betegség kialakulásában játszik közre. Hajnóczky György e kórképek kialakulásának a feltérképezésében játszik vezető szerepet.
Fő kutatási területe az Intracelluláris jelátviteli mechanizmusok.
Philadelphiai laboratóriumában az évek során több mint hetven kutató dolgozott, köztük számos magyar posztdoktor, s eddig 12 korábbi munkatársa indított önálló kutatóprogramot. Bár az Amerikai Egyesült Államokban él, de folyamatos munkakapcsolatot tart fenn magyarországi kutatóintézetekkel, s kutatókkal, s rendszeresen előad hazai konferenciákon, illetve szemináriumokon.
A Magyar Tudományos Akadémia munkásságát elismerve 2016-ban külső tagjává választotta.

## Közleményei
2015. augusztus 17-ig 103 regisztrált közleménnyel rendelkezik.

## Szervezeti tagságok
- Elméleti Orvostudományi Bizottság
- Magyar Élettani Társaság
- American Association for the Advancement of Science
- Biophysical Society, USA
- Frontiers in Mitochondrial Research (szerkesztőbizottsági tag)

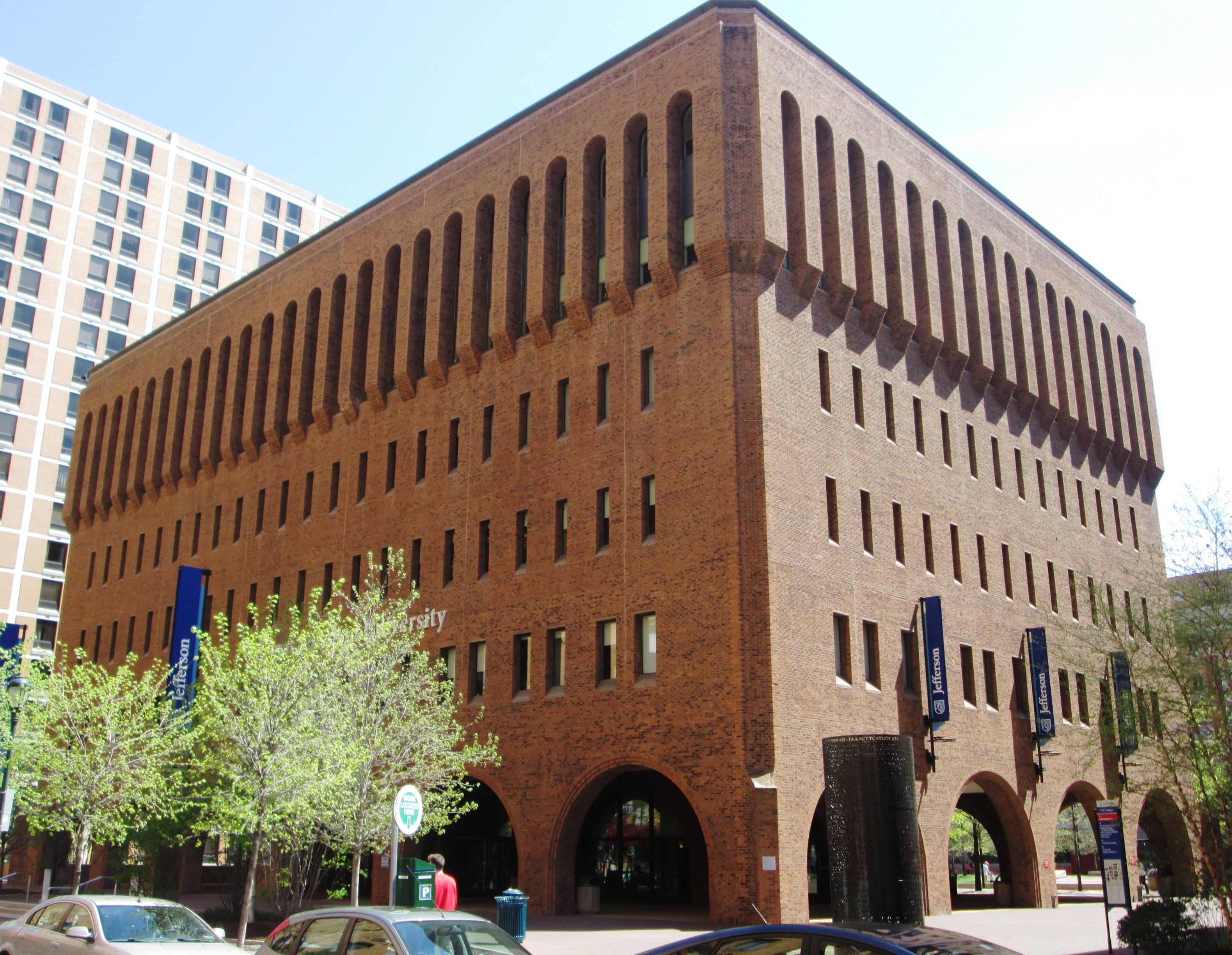
A Thomas Jefferson Egyetem épülete, Philadelphia, Pennsylvania, Amerikai Egyesült Államok

## Magánélete
Nős, felesége orvos. Három gyermeke van (1 fiú és 2 lány).